# Desmopsis dolichopetala
Espèce
Statut de conservation UICN

 CR C2a : 
En danger critique
Desmopsis dolichopetala est une espèce de plantes à fleurs de la famille des Annonaceae originaire du Honduras.

## Publication originale
- Acta Horti Bergiani 13(3): 106. 1941.